# Condado de Warren (Kentucky)
El condado de Warren (en inglés: Warren County), fundado en 1797, es uno de 120 condados del estado estadounidense de Kentucky. En el año 2009, el condado tenía una población de 108 669 habitantes y una densidad poblacional de 66 personas por km². La sede del condado es Bowling Green.

## Geografía
Según la Oficina del Censo, el condado tiene un área total de 1419 km² (547,9 mi²), de la cual 1412 km² (545,2 mi²) es tierra y 5 km² (1,9 mi²) (0.45%) es agua.

### Condados adyacentes
- Condado de Butler (noroeste)
- Condado de Edmonson (noreste)
- Condado de Barren (este)
- Condado de Allen (sureste)
- Condado de Simpson (sursudoeste)
- Condado de Logan (suroeste)

## Demografía
Según la Oficina del Censo en 2000, los ingresos medios por hogar en el condado eran de $36,151, y los ingresos medios por familia eran $45,142. Los hombres tenían unos ingresos medios de $32,063 frente a los $22,777 para las mujeres. La renta per cápita para el condado era de $18,847. Alrededor del 15.40% de la población estaban por debajo del umbral de pobreza.

## Localidades
- Bowling Green
- Oakland
- Plum Springs
- Smiths Grove
- Woodburn
- Rockfield
- Richpond
- Plano

## Personajes famosos
- Cage the Elephant, banda de rock alternativo nativa del condado de Warren.